# سابع جار (مسلسل كويتي)
سابع جار، مسلسل تلفزيوني كويتي، أنتج وبث في عام 1998، وهو من تأليف مبارك الحشاش وإخراج حسين المفيدي وبطولة مجموعة من الممثلين الكويتيين، منهم غانم الصالح.

## الممثلون
- غانم الصالح، بدور «أبو هيا».
- طارق العلي، بدور «طارق».
- انتصار الشراح، بدور «هيا».
- حسن البلام، بدور «صقر».
- غانم اعتقاد، بدور «رامي».
- عبد الإمام عبد الله، بدور «خالد - ضيف شرف».
- عبير أحمد، بدور «منيرة - ضيفة شرف».
- لطيفة المجرن، بدور «أم طلال - ضيفة شرف».
- عبد الناصر الزاير، بدور «سمير - ضيف شرف».
- رضا علي حسين، بدور «أبو راشد - ضيف شرف».
- منى عبد المجيد، بدور «أم راشد - ضيفة شرف».
- باسم عبد الأمير، بدور «راشد - ضيف شرف».
- أحمد مساعد، بدور «أبو حمد - ضيف شرف».
- شمايل، بدور «أم حمد - ضيفة شرف».
- محمد حسن، بدور «أبو هادي - ضيف شرف».
- رشا مصطفى، بدور «شروق - ضيفة شرف».
- أحمد الهزيم، بدور «أبو سند - ضيف شرف».
- خالد المفيدي، بدور «سند - ضيف شرف».
- فاطمة سالم، بدور «فاطمة - ضيفة شرف».
- إسماعيل الراشد، بدور «أبو بدر».
- يوسف محمد.
- بدر البلوشي.
- سعود اعتقاد، بدور «طلال».
- سليمان المرزوق.
- منير الزعبي.
- ياسر العماري.
- خالد العجيرب، بدور «زيد».
- فاضل الفهد.
- دخيل النبهان.
- لؤي مقدم.
- أحمد إيراج.
- بسام أحمد.
- عبد العزيز الصايغ.
- بحر البحر.
- بدر فريح.
- ناصح الفضلي.
- طاهر النجادة.
- حسن القاضي.
- محمد الزاير، بدور «طفل».
- مهند الزاير، بدور «طفل».
- أحمد باسم، بدور «طفل».
- فهد باسم، بدور «طفل».